# Lifan 530

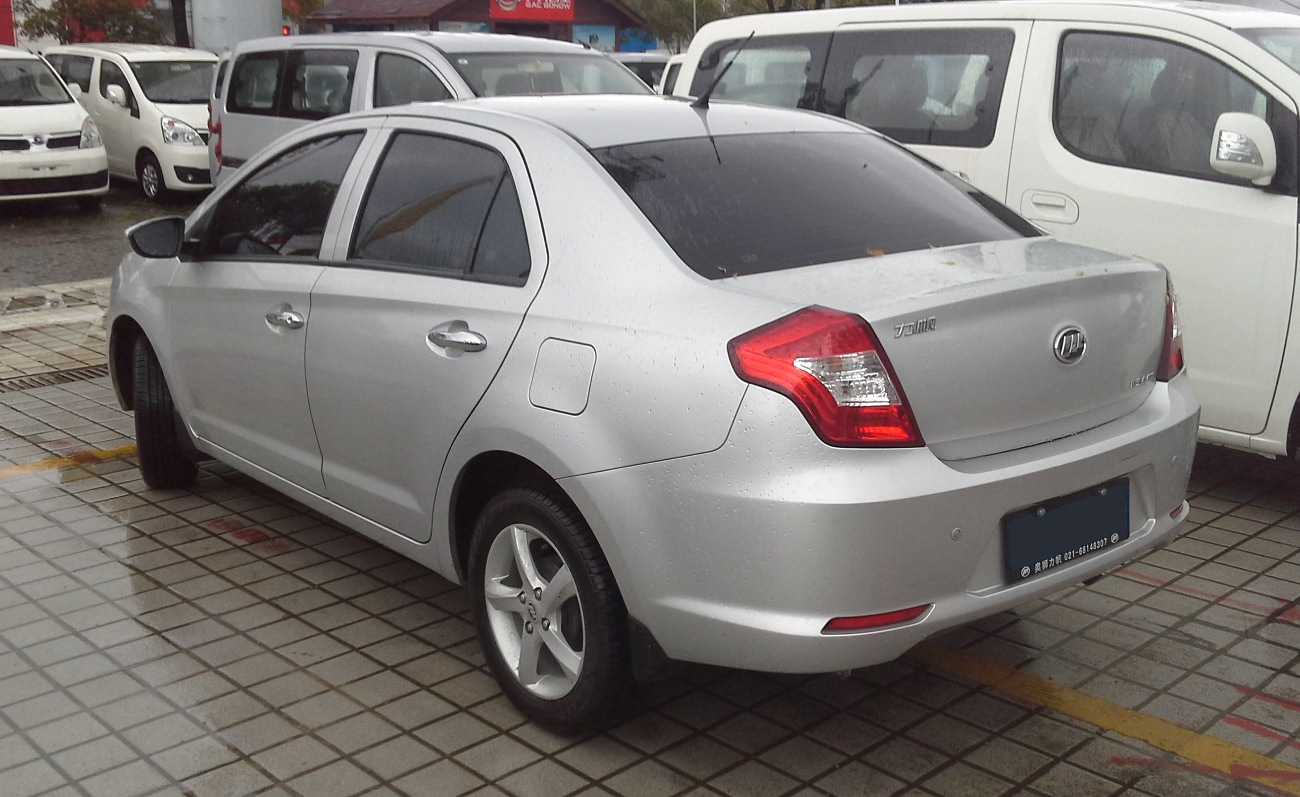
Вид сзади

Lifan 530 — субкомпактный седан, выпускавшийся с 2013 по 2018 год китайской компанией Lifan.

## Описание
Lifan 530 дебютировал в ноябре 2011 года на автосалоне в Гуанчжоу. Позднее автомобиль был представлен в 2013 году на Шанхайском автосалоне. На рынки поставлялся с октября 2013 года.
При разработке дизайна компания Lifan ориентировалась на Toyota Vios XP90.

## Технические характеристики
Lifan 530 приводился в движение 1,5-литровым бензиновым двигателем мощностью 102 л. с. и крутящим моментом 110 Н⋅м, который сочетался в паре с пятиступенчатой механической трансмиссией или же с вариатором.
|                            | 1.3                       | 1.5                       |
| Годы производства          | 10.2013—04.2018           | 10.2013—04.2018           |
| Тип                        | Бензиновый двигатель (R4) | Бензиновый двигатель (R4) |
| Объём                      |                           | 1498 см³                  |
| Мощность при об/мин        | 69 кВт (94 л. с.) / 6000  | 71 кВт (97 л. с.) / 6000  |
| Крутящий момент при об/мин | 119 Н⋅м / 4000            | 133 Н⋅м / 3500—4500       |
| Привод                     | Передний                  | Передний                  |
| Трансмиссия                | 5-скор. МКПП              | 5-скор. МКПП              |
| Трансмиссия (опционально)  | —                         | CVT                       |
| Максимальная скорость      | 170 км/ч                  | 175 км/ч                  |
| Разгон до 100 км/ч         |                           | 14,7 сек.                 |
| Расход топлива (л/100 км)  | 6,4 л                     | 6,4 л                     |
| Объём бака                 | 42 л                      | 42 л                      |